# Staatsforst Otterberg

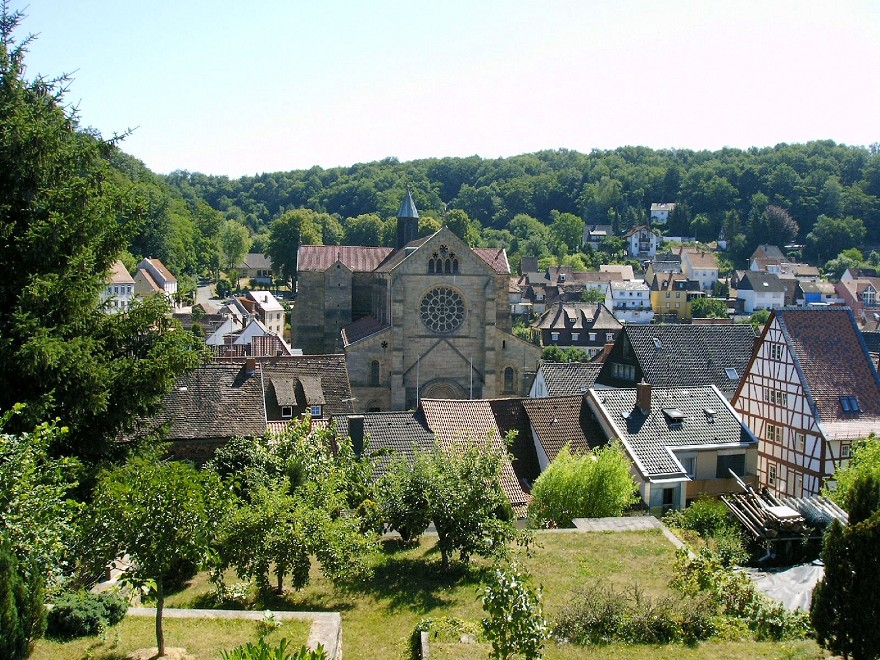
Otterberg

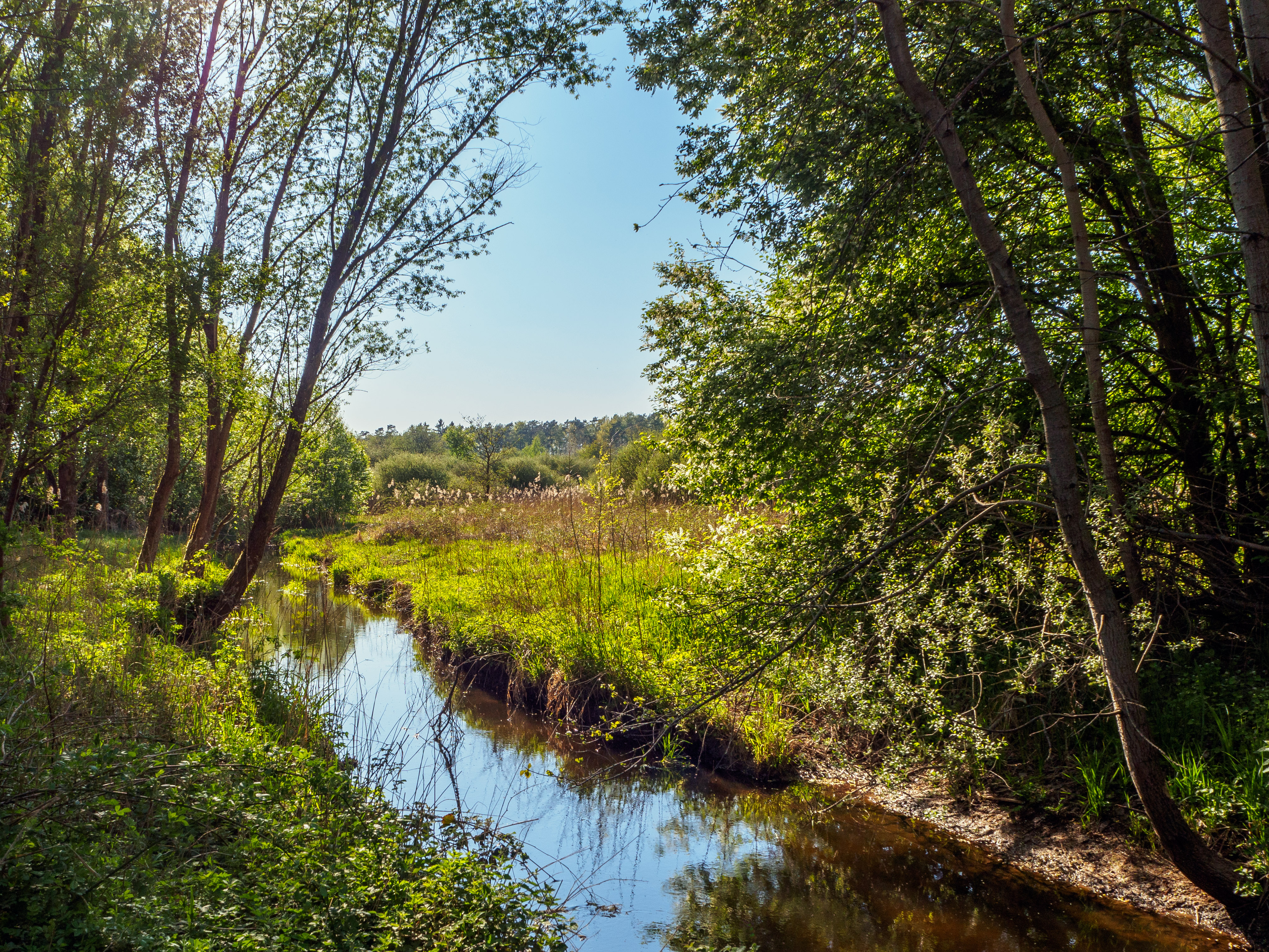
Bruchmühlbach-Miesau

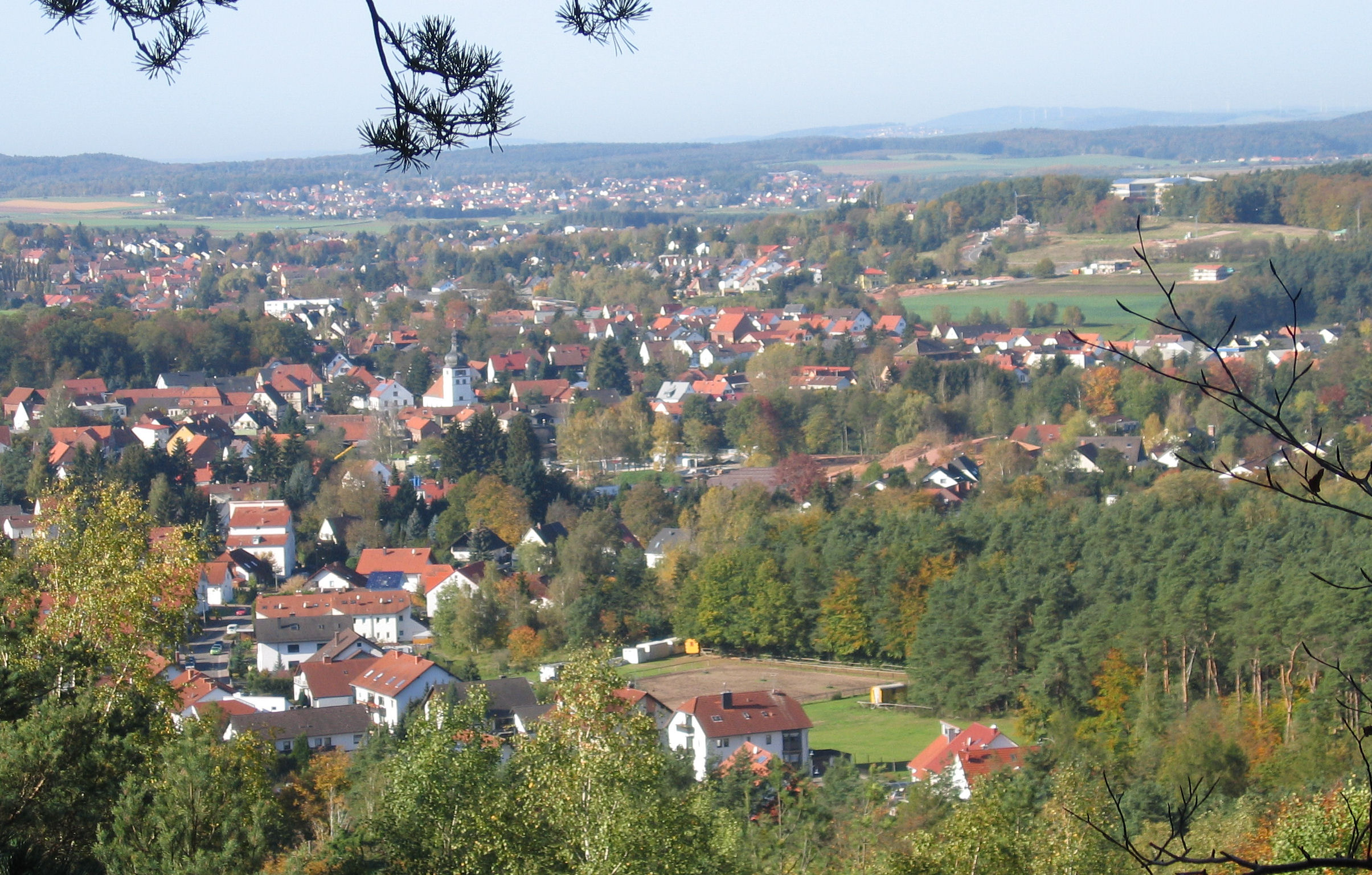
Enkenbach-Alsenborn

Der Staatsforst Otterberg ist ein 14.400 Hektar großes Waldgebiet in Rheinland-Pfalz, das sich komplett innerhalb des Landkreises Kaiserslautern befindet.

## Lage
Das Gebiet erstreckt sich von Bruchmühlbach-Miesau im Westen über die Verbandsgemeinden Ramstein-Miesenbach, Weilerbach und Otterbach-Otterberg bis nach Frankenstein. Es umfasst im Westen Gebiete des Landstuhler Bruch, im Norden solche des Nordpfälzer Bergland und im Osten Teile des Pfälzerwald. Benachbarte Staatsforste sind – im Uhrzeigersinn – Donnersberg, Bad Dürkheim Johanniskreuz, Kaiserslautern, Westrich und Kusel. Im Westen grenzt außerdem ein kurzes Stück an das Saarland.

## Organisation
Zuständig ist das Forstamt Otterberg, das seinen Sitz in der gleichnamigen Stadt hat. Es ist in folgende Forstreviere gegliedert:
| Nummer | Name                | Gemeindegebiete                                                          |
| ------ | ------------------- | ------------------------------------------------------------------------ |
| 11     | Kiefernkopf         | Bruchmühlbach-Miesau, Hütschenhausen, Ramstein-Miesenbach, Weilerbach    |
| 12     | Mehlbach            | Mehlbach, Niederkirchen Otterbach                                        |
| 13     | Grafenthalerhof     | Heiligenmoschel, Otterberg, Neuhemsbach, Schallodenbach, Schneckenhausen |
| 14     | Waldgemark          | Fischbach (bei Kaiserslautern), Otterberg, Mehlingen, Sembach            |
| 15     | Münchhof            | Frankenstein, Hochspeyer                                                 |
| 17     | Enkenbach-Alsenborn | Enkenbach-Alsenborn                                                      |